# Rymdkapsel (datorspel)
Rymdkapsel är ett minimalistiskt realtidsstrategispel utvecklat av Grapefrukt. Spelet gavs ut den 7 maj 2013 till Playstation Mobile och Playstation Vita, den 1 augusti 2013 till iOS och Android och den 30 januari 2014 till Microsoft Windows, OS X och Linux.